# Haywards Heath Town FC
Haywards Heath Town FC (celým názvem: Haywards Heath Town Football Club) je anglický fotbalový klub, který sídlí ve městě Haywards Heath v nemetropolitním hrabství West Sussex. Založen byl v roce 1888 pod názvem Haywards Heath Juniors FC. Od sezóny 2018/19 hraje v Isthmian League South East Division (8. nejvyšší soutěž). Klubové barvy jsou modrá a bílá.
Své domácí zápasy odehrává na stadionu Hanbury Park.

## Historické názvy
Zdroj:
- 1888 – Haywards Heath Juniors FC (Haywards Heath Juniors Football Club)
- 1894 – Haywards Heath Excelsior FC (Haywards Heath Excelsior Football Club)
- 1895 – Haywards Heath FC (Haywards Heath Football Club)
- 1989 – Haywards Heath Town FC (Haywards Heath Town Football Club)

## Získané trofeje
- Sussex Senior Cup ( 2× )
  - 1941/42, 1957/58

## Úspěchy v domácích pohárech
Zdroj:
- FA Cup
  - 4. předkolo: 1945/46
- FA Vase
  - 3. kolo: 1990/91

## Umístění v jednotlivých sezonách
Stručný přehled
Zdroj:
- 1927–1939: Sussex County League
- 1945–1946: Sussex County League (Eastern Division)
- 1946–1952: Sussex County League
- 1952–1959: Metropolitan & District League
- 1959–1961: Metropolitan League
- 1961–1980: Sussex County League (Division One)
- 1980–1986: Sussex County League (Division Two)
- 1986–1991: Sussex County League (Division One)
- 1992–1993: Sussex County League (Division Two)
- 1993–2003: Sussex County League (Division Three)
- 2003–2004: Sussex County League (Division Two)
- 2004–2013: Sussex County League (Division Three)
- 2013–2015: Sussex County League (Division Two)
- 2015–2016: Southern Combination (Division One)
- 2016–2018: Southern Combination (Premier Division)
- 2018– : Isthmian League (South East Division)

Jednotlivé ročníky
Zdroj:
Legenda: Z – zápasy, V – výhry, R – remízy, P – porážky, VG – vstřelené góly, OG – obdržené góly, +/- – rozdíl skóre, B – body, červené podbarvení – sestup, zelené podbarvení – postup, fialové podbarvení – reorganizace, změna skupiny či soutěže
| Sezóny  | Liga                                    | Úroveň | Z  | V  | R  | P  | VG  | OG | +/-  | B  | Pozice |
| ------- | --------------------------------------- | ------ | -- | -- | -- | -- | --- | -- | ---- | -- | ------ |
| 2009/10 | Sussex County League (Division Three)   | 11     | 28 | 19 | 2  | 7  | 79  | 36 | +43  | 59 | 3.     |
| 2010/11 | Sussex County League (Division Three)   | 11     | 30 | 12 | 6  | 12 | 52  | 56 | -4   | 42 | 8.     |
| 2011/12 | Sussex County League (Division Three)   | 11     | 30 | 3  | 7  | 20 | 29  | 69 | -40  | 16 | 15.    |
| 2012/13 | Sussex County League (Division Three)   | 11     | 22 | 16 | 5  | 1  | 59  | 13 | +46  | 53 | 2.     |
| 2013/14 | Sussex County League (Division Two)     | 10     | 32 | 15 | 11 | 6  | 73  | 55 | +18  | 56 | 9.     |
| 2014/15 | Sussex County League (Division Two)     | 10     | 28 | 11 | 3  | 14 | 38  | 53 | -15  | 36 | 9.     |
| 2015/16 | Southern Combination (Division One)     | 10     | 32 | 30 | 0  | 2  | 123 | 23 | +100 | 90 | 1.     |
| 2016/17 | Southern Combination (Premier Division) | 9      | 38 | 31 | 3  | 4  | 114 | 28 | +86  | 87 | 2.     |
| 2017/18 | Southern Combination (Premier Division) | 9      | 38 | 26 | 5  | 7  | 88  | 34 | +54  | 83 | 1.     |
| 2018/19 | Isthmian League (South East Division)   | 8      | 38 |    |    |    |     |    |      |    |        |